# Adolf Schrickel
Adolf Schrickel (* 30. Dezember 1805 in Karlsruhe; † 1. März 1885 ebenda) war ein deutscher Verwaltungsbeamter, Richter und Parlamentarier.

## Leben
Adolf Schrickel, Sohn des badischen Leibarztes Johann Friedrich Andreas Schrickel, studierte von 1823 bis 1826 Rechtswissenschaften an der Ruprecht-Karls-Universität Heidelberg. 1824 wurde er Mitglied des Corps Suevia Heidelberg. 1827 legte er die juristische Staatsprüfung ab. 1829 kam er als Assessor zum Stadtamt Karlsruhe, wo er 1836 zum Amtmann ernannt wurde. 1837 wechselte er als Oberamtmann und Amtsvorstand zum Bezirksamt Müllheim. 1842 wurde er zum Hofgerichtsrat am Hofgericht des Mittelrheinkreises in Rastatt ernannt und 1849 zum Oberhofgerichtsrat beim Oberhofgericht Mannheim berufen. 1869 wurde er pensioniert.
Von 1840 bis 1842 war er Abgeordneter des Stadtwahlkreises Karlsruhe zur Zweiten Kammer der Badischen Ständeversammlung.

## Auszeichnungen
- Ritterkreuz des Ordens vom Zähringer Löwen, 1860